# Formosia viridiventris
Formosia viridiventris är en tvåvingeart som beskrevs av Crosskey 1973. Formosia viridiventris ingår i släktet Formosia och familjen parasitflugor. Inga underarter finns listade i Catalogue of Life.